# Кернорвач
Кернорвач (англ. core braker; рос. кернорватель) — пристрій для відриву керну від вибою свердловини і утримуванню його в керноприйомній трубі.
Розрізняють три типи кернорвачів:
- Пелюстковий, використовується при бурінні в м'яких породах. При відриві керну від вибою, він врізається своїми пелюстками в породу. Кількість, форма і розміщення пелюстків, в залежності від модифікації кернорвача, буває різною;
- Цанговий, використовується для відриву і утримування керну в монолітних і твердих породах. Цанга, котра знаходить довкола стовпчика керну, при відриві стискує його довкола;
- Цангово-пелюстковий, універсальний, завдяки тому, що володіє якостями обидвох перших типів.

 В керновідбірному снаряді керноврвач, чи група кернорвачів, розміщуються між бурильною головкою і ґрунтоноскою.
Син. керноприймач.